# Bela Vista de Goiás
Bela Vista de Goiás (en español: Bella Vista de Goiás) es un municipio de Brasil, en el centro del estado de Goiás.
Limita con los municipios de Cristianópolis, Piracanjuba, Silvânia y São Miguel do Passa Quatro.
- Datos: Q815101
- Multimedia: Bela Vista de Goiás / Q815101